# Saison 2015-2016 du MC Oran
Dernière mise à jour : 22 avril 2016.
Chronologie
Saison précédente Saison suivante
La saison 2015-2016 du MC Oran est la 51e saison du club en première division algérienne. L'équipe est engagée en Ligue 1, en Coupe d'Algérie et en Coupe de la confédération.

## Transferts
| Nom                   | Nationalité | Transfert                  | Provenance/Destination | Division             | Mercato          |
| Arrivées              |             |                            |                        |                      |                  |
| Rabah Aïch            | Algérie     | Transfert (Défenseur)      | AS Khroub              | Ligue 2              | Mercato estival  |
| Mohamed Benyahia      | Algérie     | Transfert (Défenseur)      | Nîmes Olympique        | Ligue 2              | Mercato estival  |
| Ilyès Bouhaniche      | Algérie     | Transfert (Défenseur)      | CD Leganés             | Liga Adelante        | Mercato estival  |
| Alieu Darbo           | Gambie      | Transfert (Milieu)         | Mosta FC               | BOV Premier League   | Mercato estival  |
| Hamza Demane          | Algérie     | Transfert (Défenseur)      | US Chaouia             | Ligue 2              | Mercato estival  |
| Hacène El Okbi        | Algérie     | Transfert (Milieu)         | USM Bel-Abbès          | Ligue 2              | Mercato estival  |
| Khaled Lemmouchia     | Algérie     | Libre (Milieu)             | -                      | -                    | Mercato estival  |
| Abdeslam Moussi       | Algérie     | Transfert (Attaquant)      | US Chaouia             | Ligue 2              | Mercato estival  |
| Cédric N'Doumbé       | Cameroun    | Transfert (Milieu)         | Trélissac FC           | CFA                  | Mercato estival  |
| Rabah Ziad            | Algérie     | Transfert (Défenseur)      | CRB Aïn Fakroun        | Ligue 2              | Mercato estival  |
| Tayeb Berramla        | Algérie     | Transfert (Milieu)         | RC Relizane            | Ligue 1              | Mercato hivernal |
| Merouane Dahar        | Algérie     | Transfert (Attaquant)      | ES Sétif               | Ligue 1              | Mercato hivernal |
| Nabil Yalaoui         | Algérie     | Transfert (Défenseur)      | RC Relizane            | Ligue 1              | Mercato hivernal |
| Début de contrat      |             |                            |                        |                      |                  |
| Hichem Makhloufi      | Algérie     | Transfert (Gardien de but) | MC Oran Espoir         | Championnat Espoir   | Mercato estival  |
| Réda Halaïmia         | Algérie     | Transfert (Défenseur)      | MC Oran Espoir         | Championnat Espoir   | Mercato estival  |
| Walid Hellal          | Algérie     | Transfert (Milieu)         | MC Oran Espoir         | Championnat Espoir   | Mercato estival  |
| Retours de prêt       |             |                            |                        |                      |                  |
| Mohamed Zubya         | Libye       | Transfert (Attaquant)      | Al-Ittihad Tripoli     | Premier League       | Mercato estival  |
| Départs               |             |                            |                        |                      |                  |
| Yacine Bezzaz         | Algérie     | Transfert (Milieu)         | CS Constantine         | Ligue 1              | Mercato estival  |
| Adel Djadane          | Algérie     | Transfert (Défenseur)      | USM Blida              | Ligue 1              | Mercato estival  |
| Mounir Fekih          | Algérie     | Transfert (Attaquant)      | USM Blida              | Ligue 1              | Mercato estival  |
| Hamza Heriat          | Algérie     | Transfert (Milieu)         | USM Blida              | Ligue 1              | Mercato estival  |
| Mohamed Hichem Chérif | Algérie     | Transfert (Attaquant)      | USM Blida              | Ligue 1              | Mercato estival  |
| Hichem Nekkache       | Algérie     | Transfert (Attaquant)      | CR Belouizdad          | Ligue 1              | Mercato estival  |
| Fins de Contrat       |             |                            |                        |                      |                  |
| Sofiane Ammour        | Algérie     | Transfert (Milieu)         | JS Saoura              | Ligue 1              | Mercato estival  |
| Zoubir Ouasti         | Algérie     | Transfert (Défenseur)      | -                      | -                    | Mercato estival  |
| Lyes Saïdi            | Algérie     | Transfert (Défenseur)      | -                      | -                    | Mercato estival  |
| Ilyès Bouhaniche      | Algérie     | Transfert (Défenseur)      | -                      | -                    | Mercato hivernal |
| Alieu Darbo           | Gambie      | Transfert (Milieu)         | Ittihad Alexandrie     | Premier League       | Mercato hivernal |
| Hamza Demane          | Algérie     | Transfert (Défenseur)      | DRB Tadjenanet         | Ligue 1              | Mercato hivernal |
| Cédric N'Doumbé       | Cameroun    | Transfert (Milieu)         | AS Cherbourg           | Régional 1 Normandie | Mercato hivernal |
| Rabah Ziad            | Algérie     | Transfert (Défenseur)      | -                      | -                    | Mercato hivernal |

## Effectif professionnel
Effectif du Mouloudia Club d'Oran pour la saison 2015-2016.

## Matchs amicaux
| Amical                         | MC Oran | 0–0   | OM Arzew | Stade Ahmed Zabana, Oran |  |
| Vendredi 24 juillet 2015 16h00 |         | (0–0) |          |                          |  |

| Amical            | Terrassa FC | 0–2   | MC Oran                      | Stade Municipal de Sant Jordi, Barcelone |  |
| Mardi 4 août 2015 |             | (0–1) | 13e (pen.) Zubya · 78e Larbi |                                          |  |

| Amical                     | MC Oran | 1–1   | USM Oran | Stade Ahmed Zabana, Oran |  |
| Lundi 9 octobre 2015 16h00 | Zubya   | (1–0) | Arroussi |                          |  |
| Lundi 9 octobre 2015 16h00 | Rapport |       |          |                          |  |

| Amical                | FC Hammamet               | 2–3 | MC Oran                     | Stade municipal d'Hammamet, Hammamet |  |
| Lundi 11 janvier 2016 | But inscrit · But inscrit | (–) | Athmani · Hellal · Berramla |                                      |  |

| Amical                         | MC Oran             | 2–1   | MC Saïda   | Stade Ahmed Zabana, Oran |  |
| Vendredi 19 février 2016 15h00 | Hellal 20e · Merbah | (1–1) | Laribi 31e |                          |  |
| Vendredi 19 février 2016 15h00 | Rapport             |       |            |                          |  |

## Compétitions

### Championnat d'Algérie
| Date       | J. | Adversaire     | Lieu | Score | Buteurs du MCO                                     | Buteurs de l'Adv.                                 | Class. | Public    |
| ---------- | -- | -------------- | ---- | ----- | -------------------------------------------------- | ------------------------------------------------- | ------ | --------- |
| 15/08/2015 | 1  | ES Sétif       | Ext. | 1-1   | Zubya 36e                                          | Benyettou 80e                                     | 5e     |           |
| 22/08/2015 | 2  | CS Constantine | Ext. | 2-1   | Zubya 39e                                          | Aksas 25e, Bezzaz 57e                             | 12e    |           |
| 29/08/2015 | 3  | MO Béjaïa      | Dom. | 3-3   | Moussi 12e 24e, Larbi 61e                          | Boukria 17e, Ndoye 58e, Youcef 73e                | 13e    |           |
| 15/09/2015 | 4  | USM Alger      | Ext. | 3-2   | Benyahia 48e, Zubya 90+3e                          | Meftah 20e (pen.), Seguer 55e, Belaïli 80e (pen.) | 14e    |           |
| 19/09/2015 | 5  | CR Belouizdad  | Dom. | 3-3   | Moussi 11e 74e, Zubya 81e                          | Yahia Chérif 58e, Niati 72e, Aoudou 90+4e         | 15e    |           |
| 28/09/2015 | 6  | RC Relizane    | Ext. | 1-1   | Larbi 90+1e                                        | Tiaïba 39e                                        | 15e    |           |
| 02/10/2015 | 7  | ASM Oran       | Dom. | 3-2   | Zubya 48e (pen.), El Okbi 67e, Benyahia 84e (pen.) | Djemaouni 58e, Bentiba 68e                        | 11e    |           |
| 17/10/2015 | 8  | USM Blida      | Ext. | 2-1   | Amiri 26e (csc)                                    | Amiri 3e (pen.), Fekih 90+1e                      | 13e    |           |
| 24/10/2015 | 9  | JS Saoura      | Dom. | 2-2   | Benyahia 32e (pen.), Moussi 48e (pen.)             | Djallit 45+5e 75e                                 | 14e    |           |
| 30/10/2015 | 10 | USM El Harrach | Ext. | 1-1   | Zubya 35e                                          | Bouguèche 13e                                     | 15e    |           |
| 06/11/2015 | 11 | DRB Tadjenanet | Dom. | 2-0   | Zubya 6e, Benyahia 60e (pen.)                      | -                                                 | 12e    |           |
| 21/11/2015 | 12 | MC Alger       | Ext. | 1-0   | -                                                  | Merzougui 35e                                     | 13e    |           |
| 28/11/2015 | 13 | NA Hussein Dey | Dom. | 1-0   | Larbi 63e                                          | -                                                 | 11e    |           |
| 12/12/2015 | 14 | RC Arbaâ       | Ext. | 2-3   | Benyahia 23e 73e, Berradja 46e                     | Yettou 7e, Guessan 60e                            | 10e    |           |
| 26/12/2015 | 15 | JS Kabylie     | Dom. | 2-0   | Zubya 62e, Nessakh 75e                             | -                                                 | 7e     |           |
| 15/01/2016 | 16 | ES Sétif       | Dom. | 1-2   | Zubya 26e (pen.)                                   | Arroussi 44e 66e                                  | 8e     |           |
| 22/01/2016 | 17 | CS Constantine | Dom. | 1-1   | Berramla 11e                                       | Boulemdaïs 56e                                    | 8e     |           |
| 30/01/2016 | 18 | MO Béjaïa      | Ext. | 1-0   | -                                                  | Belkacemi 16e                                     | 9e     |           |
| 06/02/2016 | 19 | USM Alger      | Dom. | 2-1   | Zubya 75e, Benyahia 77e                            | Aoudia 71e                                        | 8e     |           |
| 12/02/2016 | 20 | CR Belouizdad  | Ext. | 2-2   | Larbi 23e, Dahar 40e                               | Nekkache 54e, Rebih 90+1e (pen.)                  | 8e     |           |
| 27/02/2016 | 21 | RC Relizane    | Dom. | 1-1   | Benyahia 66e (pen.)                                | Benabderahmane 90e                                | 10e    | Huis clos |
| 05/03/2016 | 22 | ASM Oran       | Ext. | 0-3   | Zubya 50e, Benyahia 81e, Benchaâ 84e               | -                                                 | 9e     |           |
| 26/03/2016 | 23 | USM Blida      | Dom. | 0-0   | -                                                  | -                                                 | 8e     | Huis clos |
| 02/04/2016 | 24 | JS Saoura      | Ext. | 0-0   | -                                                  | -                                                 | 7e     |           |
| 15/04/2016 | 25 | USM El Harrach | Dom. | 2-0   | Dahar 76e, Larbi 78e                               | -                                                 | 6e     | 10 000    |
| 23/04/2016 | 26 | DRB Tadjenanet | Ext. | 2-0   | -                                                  | Demane 6e, Chibane 18e (pen.)                     | 8e     |           |
| 26/04/2016 | 27 | MC Alger       | Dom. | 0-0   | -                                                  | -                                                 | 8e     | 10 000    |
| 13/05/2016 | 28 | NA Hussein Dey | Ext. | 1-0   | -                                                  | Aït Abdelmalek 74e                                | 11e    |           |
| 21/05/2016 | 29 | RC Arbaâ       | Dom. | 2-1   | Zubya 44e 49e                                      | Bakir 17e                                         | 9e     |           |
| 27/05/2016 | 30 | JS Kabylie     | Ext. | 0-0   | -                                                  | -                                                 | 10e    |           |

### Coupe d'Algérie
| Date       | Tour           | Adversaire | Lieu         | Score | Buteurs du MCO   | Buteurs de l'ADV. | Public |
| ---------- | -------------- | ---------- | ------------ | ----- | ---------------- | ----------------- | ------ |
| 19/12/2015 | 1/32 de finale | MO Béjaïa  | Ahmed Zabana | 1–2   | Larbi 78e (pen.) | Yaya 13e 90e      | 20 000 |

### Coupe de la confédération
| Tour            | Date       | Adversaire          | Lieu                          | Score   | Buteurs du MCO            | Buteurs de l'ADV.       | Public |
| --------------- | ---------- | ------------------- | ----------------------------- | ------- | ------------------------- | ----------------------- | ------ |
| T. préliminaire | 12/02/2016 | Wallidan FC         | Independence, Banjul          | forfait | -                         | -                       | -      |
| T. préliminaire | 26/02/2016 | Wallidan FC         | Ahmed Zabana                  | forfait | -                         | -                       | -      |
| Premier tour    | 12/03/2016 | SC Gagnoa           | Ahmed Zabana                  | 2–0     | Benyahia 21e 53e          | -                       | 20 000 |
| Premier tour    | 19/03/2016 | SC Gagnoa           | Robert Champroux, Abidjan     | 2–2     | Larbi 4e, Koffi 75e (csc) | Doumouya 24e, Malan 27e | 3 000  |
| Deuxième tour   | 09/04/2016 | Kawkab de Marrakech | Ahmed Zabana                  | 0–0     | -                         | -                       | 25 000 |
| Deuxième tour   | 20/04/2016 | Kawkab de Marrakech | Stade de Marrakech, Marrakech | 1–0     | -                         | El Fakih 35e (pen.)     | 10 000 |

## Effectif professionnel actuel

### Statistiques des passeurs
| Place   | Nom             | Championnat de L1 | Coupe d'Algérie | Coupe de la confédération | TOTAL des PASSES |
| 1       | Hacène El Okbi  | 18 passes         | 0 passe         | 1 passes                  | 19 passes        |
| 2       | Kamel Larbi     | 5 passes          | 0 passe         | 0 passe                   | 5 passes         |
| 3       | Tayeb Berramla  | 4 passes          | 0 passe         | 0 passe                   | 4 passes         |
| -       | Abdeslam Moussi | 4 passes          | 0 passe         | 0 passe                   | 4 passes         |
| Détails | ... passeurs    | ... passes        | ... passes      | ... passes                | ... PASSES       |

### Statistiques des buteurs
| Place   | Nom                 | Championnat de L1 | Coupe d'Algérie | Coupe de la confédération | TOTAL des BUTS |
| 1       | Mohamed Zubya       | 13 buts           | 0 but           | 0 but                     | 13 buts        |
| 2       | Mohamed Benyahia    | 9 buts            | 0 but           | 2 buts                    | 11 buts        |
| 3       | Kamel Larbi         | 5 buts            | 1 but           | 1 but                     | 7 buts         |
| 4       | Abdeslam Moussi     | 5 buts            | 0 but           | 0 but                     | 5 buts         |
| 5       | Merouane Dahar      | 2 buts            | 0 but           | 0 but                     | 2 buts         |
| 6       | Zakaria Benchaâ     | 1 but             | 0 but           | 0 but                     | 1 but          |
| -       | Seddik Berradja     | 1 but             | 0 but           | 0 but                     | 1 but          |
| -       | Tayeb Berramla      | 1 but             | 0 but           | 0 but                     | 1 but          |
| -       | Hacène El Okbi      | 1 but             | 0 but           | 0 but                     | 1 but          |
| -       | Chemseddine Nessakh | 1 but             | 0 but           | 0 but                     | 1 but          |
| #       | Contre Son Camp     | 0 but             | 0 but           | 0 but                     | 0 buts         |
| Détails | 10 buteurs          | 35 buts           | 1 but           | 3 buts                    | 39 BUTS        |